# Gelsesziget, Zala
Gelsesziget  este un sat în districtul Nagykanizsa, județul Zala, Ungaria, având o populație de 280 de locuitori (2011). 

## Demografie
Componența etnică a satului Gelsesziget
     Maghiari (100%)
Componența confesională a satului Gelsesziget
     Romano-catolici (64,64%)
     Fără religie (3,93%)
     Reformați (1,07%)
     Necunoscută (30,36%)
Conform recensământului din 2011, satul Gelsesziget avea 280 de locuitori. Din punct de vedere etnic, majoritatea locuitorilor (100,0%) erau maghiari.  Din punct de vedere confesional, majoritatea locuitorilor (64,64%) erau romano-catolici, existând și minorități de persoane fără religie (3,93%) și reformați (1,07%). Pentru 30,36% din locuitori nu este cunoscută apartenența confesională.